# IXe législature du Parlement d'Andalousie
La IXe législature du Parlement d'Andalousie est un cycle parlementaire du Parlement d'Andalousie, d'une durée de quatre ans, ouvert le 19 avril 2012 à la suite des élections du 25 mars 2012 et clos le 27 janvier 2015.

## Bureau du Parlement
| Poste                     | Titulaire         | Parti | Parti   | Circonscription |
| ------------------------- | ----------------- | ----- | ------- | --------------- |
| Président                 | Manuel Gracia     |       | PSOE-A  | Cordoue         |
| Premier vice-président    | Ignacio García    |       | IULV-CA | Cadix           |
| Deuxième vice-présidente  | Esperanza Oña     |       | PPA     | Malaga          |
| Troisième vice-présidente | Teresa Jiménez    |       | PSOE-A  | Grenade         |
| Première secrétaire       | Patricia del Pozo |       | PPA     | Séville         |
| Deuxième secrétaire       | Manuel González   |       | PPA     | Huelva          |
| Troisième secrétaire      | Remedios Martel   |       | PSOE-A  | Malaga          |

## Groupes parlementaires
| Nom | Nom               | Début | Fin | Président                                     | Porte-parole                                                                        |
| --- | ----------------- | ----- | --- | --------------------------------------------- | ----------------------------------------------------------------------------------- |
|     | Groupe populaire  | 50    | 50  | Javier Arenas Juan Ignacio Zoido (28.08.2012) | Carlos Rojas                                                                        |
|     | Groupe socialiste | 47    | 47  | Mario Jiménez                                 | Mario Jiménez Francisco Álvarez de la Chica (25.07.2012) Mario Jiménez (27.11.2013) |
|     | Groupe IULV-CA    | 12    | 12  | NC                                            | Diego Valderas José Antonio Castro (10.05.2012)                                     |

## Gouvernement et opposition

### Investiture de Griñán
| Candidat                     | Date                                  | Vote       |     |        |         | Résultat |
| Candidat                     | Date                                  | Vote       | PPA | PSOE-A | IULV-CA | Résultat |
| José Antonio Griñán (PSOE-A) | 3 mai 2012 (majorité absolue requise) | Oui        |     | 47     | 11      | 58 / 109 |
| José Antonio Griñán (PSOE-A) | 3 mai 2012 (majorité absolue requise) | Non        | 50  |        |         | 50 / 109 |
| José Antonio Griñán (PSOE-A) | 3 mai 2012 (majorité absolue requise) | Abstention |     |        |         | 0 / 109  |
| José Antonio Griñán (PSOE-A) | 3 mai 2012 (majorité absolue requise) | Nuls       |     |        | 1       | 1 / 109  |

### Investiture de Díaz
| Candidat             | Date                                        | Vote       |     |        |         | Résultat |
| Candidat             | Date                                        | Vote       | PPA | PSOE-A | IULV-CA | Résultat |
| Susana Díaz (PSOE-A) | 5 septembre 2013 (majorité absolue requise) | Oui        |     | 47     | 11      | 58 / 109 |
| Susana Díaz (PSOE-A) | 5 septembre 2013 (majorité absolue requise) | Non        | 48  |        |         | 48 / 109 |
| Susana Díaz (PSOE-A) | 5 septembre 2013 (majorité absolue requise) | Abstention |     |        |         | 0 / 109  |
| Susana Díaz (PSOE-A) | 5 septembre 2013 (majorité absolue requise) | Nuls       |     |        | 1       | 1 / 109  |
| Susana Díaz (PSOE-A) | 5 septembre 2013 (majorité absolue requise) | Absents    | 2   |        |         | 2 / 109  |

## Désignations

### Sénateurs
| Parti  | Parti                      | Sénateurs désignés                  | Voix |
| ------ | -------------------------- | ----------------------------------- | ---- |
| PP     |                            | Catalina Montserrat García Carrasco | 105  |
| PP     | Antonio Sanz Cabello       | 104                                 |      |
| PP     | Javier Arenas Bocanegra    | 104                                 |      |
| PP     | María Rosario Soto Rico    | 104                                 |      |
| PSOE-A |                            | Francisco Álvarez de la Chica       | 105  |
| PSOE-A | Fuensanta Coves Botella    |                                     | 105  |
| PSOE-A | Juan Espadas Cejas         |                                     | 105  |
| PSOE-A | Antonia Jesús Moro Cárdeno |                                     | 105  |
| IU     |                            | José Manuel Mariscal Cifuentes      | 104  |

- Désignation : 23 mai 2012.
- Antonio Sanz (PP) est remplacé en mai 2014 par Juan Manuel Moreno.
- Francico Álvarez de la Chica (PSOE) est remplacé en septembre 2013 par José Antonio Griñán.
- Juan Espadas (PSOE) est remplacé en septembre 2013 par Mario Jiménez.
  - Mario Jiménez (PSOE) est remplacé en novembre 2013 par Francisco Álvarez de la Chica.
    - Francisco Álvarez de la Chica (PSOE) est remplacé en mars 2014 par Juan Pablo Durán.
- Antonia Moro (PSOE) est remplacée en septembre 2013 par Mar Moreno.